# ジェームス・テフナ
ジェームス・テフナ（James Te Huna、1981年9月29日 - ）は、ニュージーランドダーフィールド出身の男子総合格闘家。オーストラリア連邦ニューサウスウェールズ州シドニー在住。パーテック・アスレチック・オールスターズ所属。ジェイミー・テフナとも表記される。
マーク・ハントの弟子。

## 来歴
ブルース・リーの影響で14歳からボクシングを始め、2003年に総合格闘技デビュー
2007年3月23日、Warriors Realmでヘクター・ロンバードと対戦し、右肩の負傷でギブアップ負けを喫した。

### UFC
2010年2月20日、UFC初参戦となったUFC 110でイゴール・ポクライェクと対戦し、パウンドでTKO勝ちを収めた。
2011年2月27日、UFC 127でアレクサンダー・グスタフソンと対戦し、リアネイキドチョークで一本負けを喫した。
2012年7月11日、UFC on Fuel TV 4でジョーイ・ベルトランと対戦し、3-0の判定勝ち。ファイト・オブ・ザ・ナイトを受賞した。
2013年5月25日、UFC 160でライトヘビー級ランキング4位のグローバー・テイシェイラと対戦し、ギロチンチョークで一本負けを喫した。
2013年12月6日、UFC Fight Night: Hunt vs. Bigfootでライトヘビー級ランキング9位のマウリシオ・ショーグンと対戦し、左フックでKO負けを喫した。
2014年6月28日、ミドル級転向初戦となったUFC Fight Night: Te Huna vs. Marquardtでネイサン・マーコートと対戦し、腕ひしぎ十字固めで一本負けを喫した。
2016年5月23日、Facebook上で現役引退を発表した。

## 戦績
| 総合格闘技 戦績 | 総合格闘技 戦績 | 総合格闘技 戦績 | 総合格闘技 戦績 | 総合格闘技 戦績 | 総合格闘技 戦績 | 総合格闘技 戦績 |
| --------------- | --------------- | --------------- | --------------- | --------------- | --------------- | --------------- |
| 25 試合         | (T)KO           | 一本            | 判定            | その他          | 引き分け        | 無効試合        |
| 16 勝           | 10              | 3               | 3               | 0               | 0               | 0               |
| 9 敗            | 2               | 6               | 0               | 1               | 0               | 0               |

| 勝敗 | 対戦相手                     | 試合結果                         | 大会名                                                                        | 開催年月日     |
| ×    | スティーブ・ボッセ           | 1R 0:52 KO（右フック）           | UFC Fight Night: Hunt vs. Mir                                                 | 2016年3月19日  |
| ×    | ネイサン・マーコート         | 1R 4:34 腕ひしぎ十字固め         | UFC Fight Night: Te Huna vs. Marquardt                                        | 2014年6月28日  |
| ×    | マウリシオ・ショーグン       | 1R 1:03 KO（左フック）           | UFC Fight Night: Hunt vs. Bigfoot                                             | 2013年12月7日  |
| ×    | グローバー・テイシェイラ     | 1R 2:38 ギロチンチョーク         | UFC 160: Velasquez vs. Bigfoot 2                                              | 2013年5月25日  |
| ○    | ライアン・ジモー             | 5分3R終了 判定3-0                | UFC on Fuel TV 7: Barao vs. McDonald                                          | 2013年2月16日  |
| ○    | ジョーイ・ベルトラン         | 5分3R終了 判定3-0                | UFC on Fuel TV 4: Munoz vs. Weidman                                           | 2012年7月11日  |
| ○    | アーロン・ロサ               | 1R 2:08 TKO（パウンド）          | UFC on FX 2: Alves vs. Kampmann                                               | 2012年3月3日   |
| ○    | リカルド・ロメロ             | 1R 0:47 KO（パウンド）           | UFC 135: Jones vs. Rampage                                                    | 2011年9月24日  |
| ×    | アレクサンダー・グスタフソン | 1R 4:27 リアネイキッドチョーク   | UFC 127: Penn vs. Fitch                                                       | 2011年2月27日  |
| ○    | イゴール・ポクライェク       | 3R 3:26 TKO（パウンド）          | UFC 110: Nogueira vs. Velasquez                                               | 2010年2月20日  |
| ○    | アンソニー・ペロシュ         | 1R 2:21 KO（パンチ）             | CFC 10: Light Heavyweight Grand Prix Finals 【ライトヘビー級グランプリ 決勝】 | 2009年8月21日  |
| ○    | Priscus Fogagnolo            | 2R 2:37 TKO（パンチ）            | CFC 9: Fighters Paradise 【ライトヘビー級グランプリ 準決勝】                  | 2009年7月11日  |
| ○    | アントニー・レア             | 1R 1:52 TKO（パンチ）            | CFC 8: Light Heavyweight Grand Prix 【ライトヘビー級グランプリ 1回戦】        | 2009年5月22日  |
| ○    | デビッド・ギブ               | 1R TKO（パンチ）                 | XFC: Return of the Hulk                                                       | 2009年3月14日  |
| ○    | サム・ブラウン               | 5分3R終了 判定3-0                | EFG: Weapons of Mass Destruction                                              | 2008年5月3日   |
| ×    | ヘクター・ロンバード         | 1R 3:50 ギブアップ（右肩の負傷） | Warriors Realm 8                                                              | 2007年3月23日  |
| ○    | 大場貴弘                     | 2R 5:00 TKO（コーナーストップ）  | X-plosion                                                                     | 2006年8月18日  |
| ×    | ジェームス・リー             | 1R 1:37 リアネイキッドチョーク   | KOTC: Gunfather 【KOTC世界ライトヘビー級王座決定戦】                          | 2006年2月10日  |
| ○    | エドウィン・アギラー         | 2R TKO（パンチ）                 | Kumite 2                                                                      | 2005年11月11日 |
| ○    | エイドリアン・レアトゥナ     | 3R TKO（パンチ）                 | Kumite 1                                                                      | 2005年7月2日   |
| ×    | マット・ナイト               | 1R 4:01 反則（フェンス掴み）     | KOTC: Australia                                                               | 2005年2月4日   |
| ○    | キム・ロビンソン             | 1R 2:19 リアネイキッドチョーク   | XFC 6: Ultimate Fighting Returns                                              | 2004年11月20日 |
| ○    | ロッキー・フニ               | 1R リアネイキッドチョーク        | XFC 5: When Worlds Collide                                                    | 2004年8月13日  |
| ○    | マット・ナイト               | 2R 1:20 リアネイキッドチョーク   | Xtreme Fight Club 2                                                           | 2004年6月5日   |
| ×    | アピ・ハマラ                 | 1R 2:20 腕ひしぎ十字固め         | Spartan Reality Fight 6                                                       | 2003年4月5日   |

## 獲得タイトル
- ISKA MMAオーストラリアライトヘビー級王座[1]
- CFCライトヘビー級グランプリ 優勝（2009年）
- 初代CFCライトヘビー級王座（2009年）

## 表彰
- UFC ファイト・オブ・ザ・ナイト（1回）